# Přejdi Jordán
Přejdi Jordán je píseň české zpěvačky Heleny Vondráčkové z roku 1968, jejímiž autory jsou hudební skladatel Zdeněk Marat a textař Zdeněk Borovec. Skladba původně vznikla pro televizní seriál Píseň pro Rudolfa III. a vzhledem k době jejího zveřejnění v době invaze vojsk Varšavské smlouvy do Československa se i díky nadčasovému textu stala symbolem českého odporu vůči okupaci a řadí se mezi písně, „ve kterých zní echo invaze“.
Text písně parafrázuje novozákonní biblický příběh o útěku do Egypta, ve kterém se Josefovi zjeví anděl, aby ho varoval a vyzval, aby s Marií a novorozeným Ježíšem uprchl do Egypta před králem Herodem, který chystá vyvraždění novorozenců. Píseň zároveň „vyjadřovala pocity emigrantů, kteří právě v té době opouštěli republiku, sdělovala jejich bolest, ale i naději“.
V roce 1969 byla píseň normalizačními cenzory zakázána, jelikož podle nich vyzývala k emigraci. Činit tak měla textem „Přejdi Jordán“, „jdi nebo běž nebo leť, jsi-li hlava otevřená“ či „jdi, nečekej na to, až krutě padneš za tyrana“. Zakázán byl i celý seriál, v němž se píseň objevila (v něm kromě jiných zazněla i píseň Modlitba pro Martu Marty Kubišové). Ještě předtím stihla vyjít na gramofonovém singlu. Zákaz trval až do listopadu 1989. V roce 1990 píseň vyšla na zpěvaččině albu Přejdi Jordán a další hity.